# Tres cubano

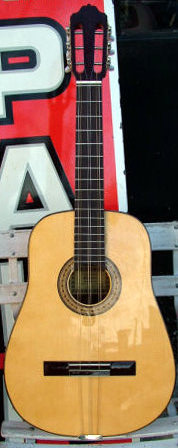
Um Tres Cubano.

O Tres é um cordofone de origem cubana, com a forma aproximada de uma guitarra, com apenas três cordas duplas, usado na secção rítmica dos grupos cubanos. Apesar da semelhança com uma guitarra, o seu uso é essencialmente o de criar linhas melódicas secundárias com efeito rítmico, sendo raramente usado para acordes ou para qualquer outro efeito. Em muitos estilos cubanos o tres cubano reforça a linha melódica uma terceira ou uma sexta acima, com enchimento ritmico adicionado. Existe também um tres com origem em Porto Rico, o qual apresenta as mesmas três cordas, mas neste caso triplas.
A um músico que toca tres chama-se "tresero" em Cuba e "tresista" em Porto Rico.

## Tres cubano

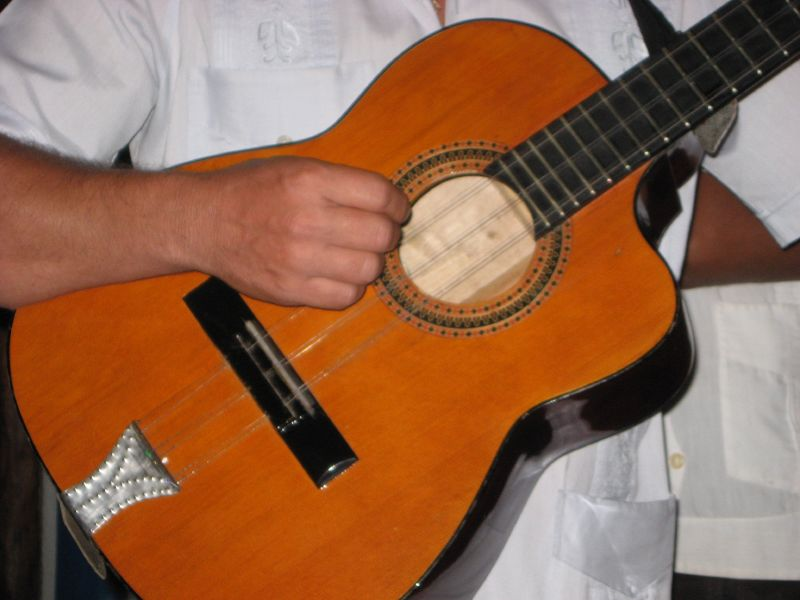
A disposição das cordas no Tres cubano

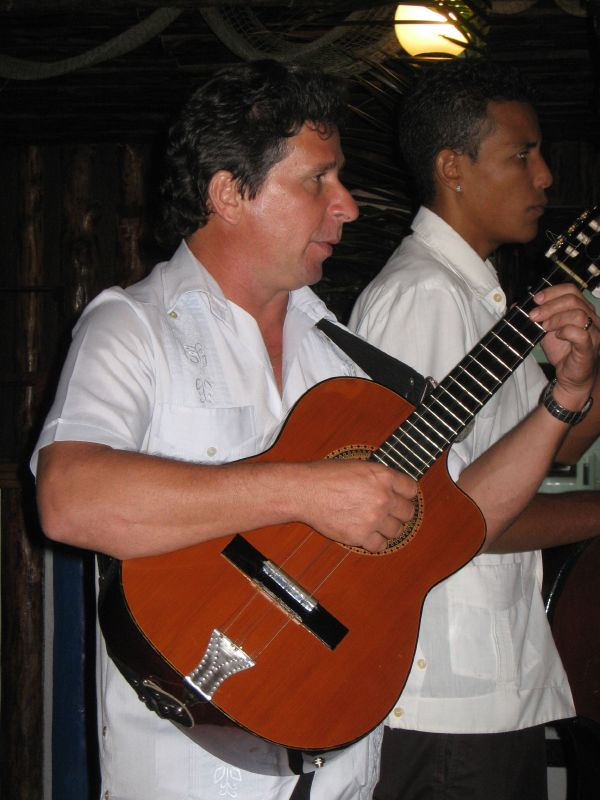
Um Tresero (Tocador de tres).

O Son cubano foi criado como canção ou música de salão para dançar. Tradicionalmente uma Guitarra, Tiple ou Bandola, tocavam o ritmo e acompanhavam a melodia, mas mais recentemente foi substituído pela fusão dos três instrumentos, no instrumento nativo chamado Tres Cubano. Muitos dos tres cubanos resultam da transformação de guitarras clássicas ou de outros instrumentos de cordas semelhantes.

### Afinação
A afinação tradicional do tres cubano é em Dó maior: Sol, Dó, Mi, em que o Mi é o equivalente ao Mi agudo de uma guitarra (G4 G3, C4 C4, E4 E3). Em alguns contextos modernos a afinação é modificada para um tom acima, resultando em Lá ,Ré , Fá # (A4 A3, D4 D4, F#4 F#3) o que resulta num acorde de Ré maior para as cordas livres.

## Tres porto-riquenho
Há também uma versão porto-riquenha do tres. Esta versão não difere substancialmente da cubana, mas usa 9 cordas organizadas em 3 cordas triplas. A afinação é semelhante à original da versão cubana em Dó Maior (G4 G3 G4, C4 C4 C4, E4 E3 E4).